# L'Isle-Jourdain, Vienne
L'Isle-Jourdain là một xã, tọa lạc ở tỉnh Vienne trong vùng Nouvelle-Aquitaine, Pháp. Xã này có diện tích 5,92 kilômét vuông, dân số năm 2006 là 1238 người. Xã nằm ở khu vực có độ cao trung bình 135 m trên mực nước biển. 

## Biến động dân số
| Năm | 1962  | 1968  | 1975  | 1982  | 1990  | 1999  | 2006  |
| --- | ----- | ----- | ----- | ----- | ----- | ----- | ----- |
| Dân số | 1 251 | 1 265 | 1 223 | 1 336 | 1 269 | 1 287 | 1 238 |
| From the year 1962 on: No double counting—residents of multiple communes (e.g. students and military personnel) are counted only once. |       |       |       |       |       |       |       |